# Alfred Paulon
Alfred Paulon, né le 16 avril 1854 à Paris et mort le 3 septembre 1895 dans sa ville natale, est un coupeur-chemisier, journaliste et militant socialiste français.

## Biographie
Né dans l'ancien 4e arrondissement de Paris le 16 avril 1854, Alfred-Louis Paulon est le fils de Clémence-Marie-Rose Blanchet (1827-1894) et de Guillaume-Marguerite Paulon (1817-1889), un imprimeur-lithographe de la rue Béthizy.
Après son instruction primaire, Alfred Paulon suit un apprentissage de coupeur-chemisier. Il vivra principalement de ce métier jusqu'à la fin de ses jours.
Bien qu'encore adolescent lors du siège de Paris (1870-1871), Paulon intègre le 88e bataillon de la Garde nationale de la capitale. Pendant la Commune, il se bat du côté des insurgés et prend part à la défense du fort d'Issy entre le 1er et le 18 avril 1871. Ayant échappé à la répression, il reprend ses activités de coupeur-chemisier.
Au milieu des années 1870, Paulon débute dans la presse. Collaborateur régulier du Tintamarre dès 1875, où il signe certains de ses textes de son vrai nom et d'autres du pseudonyme de « Cabrion », il écrit également pour Le Frondeur de Léo Taxil. En mai 1879, ce dernier fonde un nouvel hebdomadaire satirique L'Anti-clérical, dont Paulon est l'un des principaux rédacteurs aux côtés de Taxil et de Charles Tabaraud. Il collabore la même année à une autre feuille de Taxil, L'Avant-garde démocratique, un hebdomadaire qui a pris la suite du Frondeur et dont il est le gérant. C'est à ce titre qu'il est condamné, le 18 novembre, à verser une amende de 1 000 francs, le journal ayant publié une lettre d'Henri Rochefort, ce qui constituait un délit car Rochefort avait été condamné à une peine infamante.
À la même époque, Paulon et Taxil publient en fascicules Les Reliques amusantes, un inventaire humoristique des reliques vénérées par les catholiques. Dans le même esprit, les deux journalistes anticléricaux cosignent l'année suivante Les Friponneries religieuses. Le Dictionnaire rigolo-clérical, rédigé par Paulon seul et publié en 1883, s'inscrit dans la même veine.
En 1880, Paulon a aussi collaboré au Beaumarchais de Louis Jeannin.
Le 3 mars 1884, Paulon et sept de ses collègues démissionnent du Tintamarre à la suite d'Auguste Deslinières, qui fonde alors Le Tapageur. Ce dernier hebdomadaire satirique n'ayant eu qu'une vie éphémère, Paulon revient au Tintamarre quelques mois plus tard.
En 1885, quand Léo Taxil annonce sa surprenante conversion au catholicisme, Paulon lui succède pendant quelque temps à la direction de La République anticléricale, dans laquelle il critique vertement le revirement de son ancien camarade. Selon Taxil, les deux hommes auraient renoué par la suite et Paulon aurait exprimé des doutes quant à la sincérité de la conversion de son ami.
Le 9 mars 1886, Paulon épouse Adèle Clément, une blanchisseuse avec laquelle il vivait au no 9 de la rue de la Montagne-Sainte-Geneviève. Ils s'installent peu de temps après dans le 15e arrondissement.
Militant socialiste révolutionnaire indépendant, Paulon récuse l'étiquette d'« anarchiste » qui lui a quelquefois été attribuée en arguant du fait que les anarchistes doivent le considérer comme un « votard », c'est-à-dire comme un partisan du suffrage universel. En vue des élections municipales parisiennes de 1887, il est investi candidat dans le quartier de Grenelle par l'« Union des socialistes pour l'action révolutionnaire » du XVe. À l'issue du premier tour, le 8 mai, Paulon termine en quatrième position, avec 349 voix (8,2% des votants), derrière le républicain indépendant Blanchard (10,2%), le monarchiste De Wentzel (14,9%) et le conseiller municipal sortant, le radical autonomiste Alphonse Humbert, réélu avec 62,7 % des suffrages.
Le 23 novembre 1890, Paulon est élu conseiller prud'homme par les ouvriers de la 2e catégorie des tissus. À la même époque, il est le secrétaire-adjoint de la chambre syndicale des coupeurs-chemisiers, faux-cols, lingerie et parties similaires. En 1893, il collabore au Parti ouvrier, organe des socialistes allemanistes.
Alfred Paulon meurt à l'âge de 41 ans, le 3 septembre 1895, à son domicile de la rue Blomet.